# Chersomanes albofasciata
Chersomanes albofasciata е вид птица от семейство Чучулигови (Alaudidae).

## Разпространение
Видът е разпространен в Ангола, Ботсвана, Демократична република Конго, Намибия, Танзания и Южна Африка.